# Liste der Biografien/Bece
Liste der Biografien |
Portal Biografien |
Personensuche
# |
A |
B |
C |
D |
E |
F |
G |
H |
I |
J |
K |
L |
M |
N |
O |
P |
Q |
R |
S |
T |
U |
V |
W |
X |
Y |
Z |
?
 
Ba |
Be |
Bd |
Bg |
Bh |
Bi |
Bj |
Bl |
Bm |
Bn |
Bo |
Br |
Bs |
Bu |
Bw |
By |
Bz
 
Bea–Beb |
Bec |
Bed |
Bee |
Bef |
Beg |
Beh |
Bei |
Bej |
Bek |
Bel |
Bem |
Ben |
Beo |
Bep |
Beq |
Ber |
Bes |
Bet |
Beu |
Bev |
Bew |
Bex |
Bey |
Bez
 
Beca |
Becc |
Bece |
Bech |
Beci |
Beck |
Becl |
Becm |
Becn |
Beco |
Becq |
Becr |
Becs |
Bect |
Becu |
Becv |
Becz
Die Liste der Biografien führt alle Personen auf, die in der deutschsprachigen Wikipedia einen Artikel haben. Dieses ist eine Teilliste mit 18 Einträgen von Personen, deren Namen mit den Buchstaben „Bece“ beginnt.

## Bece

### Becec
- Bececê (* 1936), brasilianischer Fußballspieler

### Becel
- Becela, Tadeusz (1907–1992), polnischer Schriftsteller, kommunistischer Aktivist und Chefredakteur

### Becer
- Becerek, Özlem (* 2002), türkische Diskuswerferin
- Becerra de la Flor, Daniel (1906–1987), peruanischer Arzt und Politiker, Premierminister
- Becerra, Ana Maria (* 1998), kolumbianische Tennisspielerin
- Becerra, Ángela (* 1957), kolumbianische Autorin
- Becerra, Bailón (* 1966), bolivianischer Radrennfahrer
- Becerra, Beatriz (* 1966), spanische Politikerin
- Becerra, Edwin (* 1981), venezolanischer Straßenradrennfahrer
- Becerra, Elson (1978–2006), kolumbianischer Fußballspieler
- Becerra, Gaspar (1520–1570), spanischer Maler, Bildhauer und Architekt
- Becerra, Germán (1928–2021), deutscher Maler
- Becerra, José (1936–2016), mexikanischer Boxer (Bantamgewicht)
- Becerra, Miguel (* 1979), mexikanischer Fußballtorhüter
- Becerra, Xavier (* 1958), US-amerikanischer Politiker (Demokratische Partei)Xavier Becerra (* 1958)

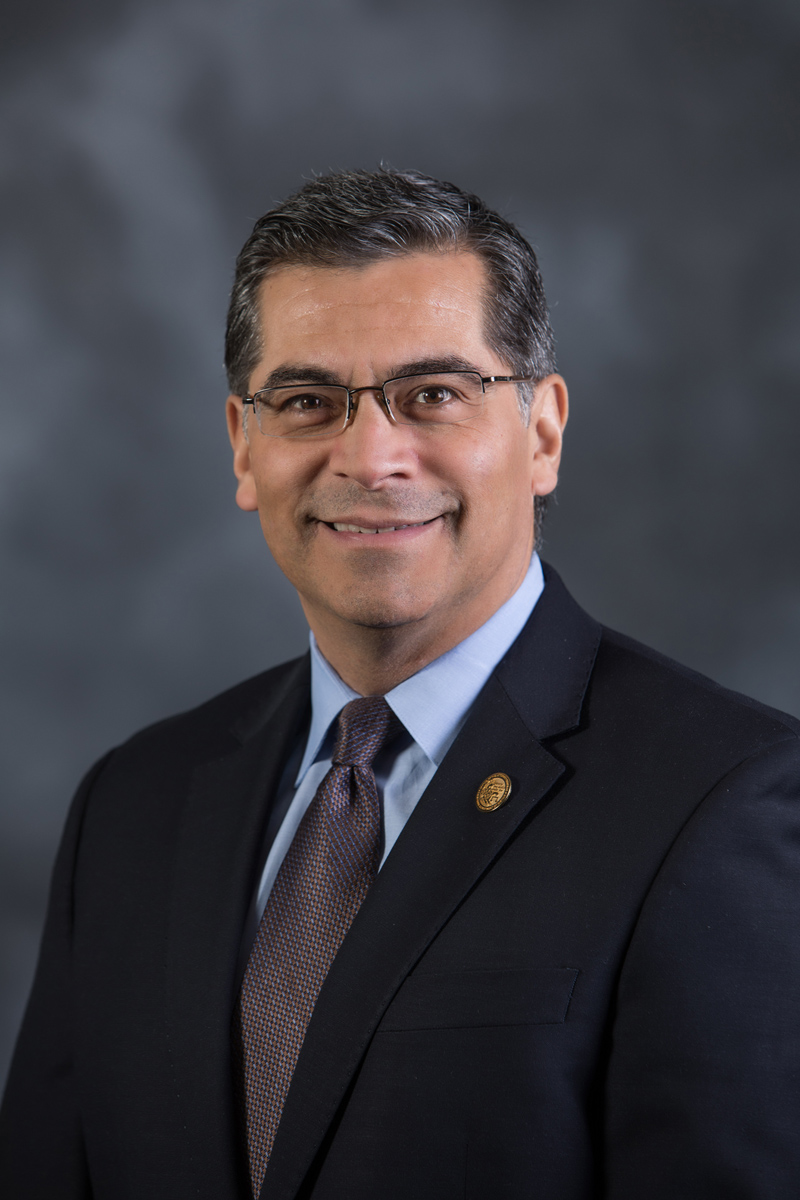
Xavier Becerra (* 1958)

- Becerra-Schmidt, Gustavo (1925–2010), chilenischer Komponist und Musikwissenschaftler
- Becerril, José Ángel (* 1985), mexikanischer Squashspieler
- Becerril, Octavio (* 1964), mexikanischer Fußballspieler